# كانيفينو (بافيا)
كانيفينو (بالإيطالية: Canevino)‏ هي بلدة تقع في مقاطعة بافيا بإقليم لومبارديا في شمال إيطاليا. تبلغ مساحة هذه المدينة 4.7 (كم²)، وترتفع عن سطح البحر م، بلغ عدد سكانها 125 نسمة في عام 2004 حسب إحصاء المعهد الوطني للإحصاء.

## السكان
في سنة 1861 بلغ عدد السكان 333 نسمة، وتطور العدد ليصل في سنة 2011 لـ 112 نسمة.
يظهر هذا المخطط البياني تطور النمو السكاني لـ كانيفينو (بافيا)

## وصلات خارجية
- الموقع الرسمي